# Quan jo sigui dictador
Quan jo sigui dictador (francès: Quand je serai dictateur) és una pel·lícula documental de ciència-ficció belga de la directora Yaël André del 2013. Va obtenir una nominació als Premis del Festival de Cinema de réel, de París del 2014 dedicat als films documentals.
La pel·lícula és una no-autobiografia en la que la directora aprofita les seves gravacions en vídeo des de la dècada de 1940 fins als nostres dies. El títol prové de la combinació del substantiu "dictador" a un futur en primera persona.

## Argument, personatges i estil
A la pel·lícula només hi ha dos protagonistes que romanen invisibles: el narrador i el seu amic imaginari "George". Els altres personatges també són imaginaris: un aventurer, un psicòpata, una mare perfecte, un comptable, un home invisible, ...
La pel·lícula està dividida en capítols temàtics curts lligats per una cadena de pensaments surrealista, hipòtesis i somnis del narrador en la que les imatges que van des del 1940 fins a l'actualitat estan barrejades. Té una forma i una estructura complexa lligada amb una fabricació aparentment senzilla. L'autora explica amb una veu ronca de dona una història lineal senzilla que gairebé és banal que comença quan una dona jove i un home jove surten de l'adolescència i descobreixen els límits d'un món que no els agrada; llavors inventen altres mons imaginaris. Es tracta d'una història d'amor i de mort que envaeix l'univers creat per Yaël André.

## Festivals de cinema
La pel·lícula ha participat en els següents festivals:
- Cinéma du Réel - Festival Internacional de Cinema Documental de París 2014.
- IFFR - Festival Internacional de Cinema de Rotterdam 2014.
- Festival de Cinema Documental de Tessalònica.
- IndieLisboa - Festival Internacional de Cinema Independent de Lisboa 2014.
- 38è Festival Internacional de Cinema de Göteborg.
- 22a Mostra Internacional de Films de Dones de Barcelona, 2014.[8]
- Sci-Fi-London 2014.[7]
- Festival Bande(s) à part de Bobigny.
- Kino im Sprengel de Hannover, 2014.
- Festival "Traces de vie" de Clermont-Ferrand